# جيمس بليك (مغني)
جيمس بليك (بالإنجليزية: James Blake)‏ هو منتج أسطوانات وموسيقي ودي جيه ومغن مؤلف ومغني وملحن بريطاني، ولد في 25 سبتمبر 1988 في لندن في المملكة المتحدة.

## وصلات خارجية
- الموقع الرسمي
- جيمس بليك على موقع ميوزك برينز (الإنجليزية)
- جيمس بليك على موقع رولينغ ستون (الإنجليزية)
- جيمس بليك على موقع أول ميوزيك (الإنجليزية)
- جيمس بليك على موقع ديسكوغز (الإنجليزية)